# Charles Waterhouse
Charles Waterhouse (1er juillet 1893 - 2 mars 1975) est un homme politique britannique du Parti conservateur.

## Biographie
Né à Salford, deuxième fils survivant de Thomas Crompton Waterhouse, de Lomberdale Hall, Bakewell, Derbyshire, il fait ses études à Cheltenham et à Trinity Hall, Cambridge, où il obtient une maîtrise en économie en 1914.
Waterhouse sert pendant la Première Guerre mondiale en France avec les 1st Life Guards. En 1917, il épouse Beryl Ford et le couple a deux fils et une fille.
Il est candidat parlementaire non élu dans le Derbyshire du Nord-Est aux élections générales de 1922 et aux élections générales de 1923. Il est élu député de Leicester Sud aux élections générales de 1924, occupant le siège jusqu'à sa défaite aux élections générales de 1945. Il est réélu pour Leicester Sud-Est en 1950, occupant ce siège jusqu'en 1957.
Waterhouse est secrétaire parlementaire privé du président de la Chambre de commerce en 1928; et du ministre du Travail de 1931 à 1934. Il progresse dans le bureau du whip, occupant des postes de whip adjoint en 1935-1936, de lord junior du Trésor en 1936, de contrôleur de la maison en 1937-1939 et de trésorier de la maison en 1939. Il occupe ensuite les fonctions de sous-ministre des Postes de 1939 à 1941, de secrétaire parlementaire de la Chambre de commerce de 1941 à 1945. Il préside Tanganyika Concessions de 1957 à 1966.
Il est nommé conseiller privé en 1944. Il est sous-lieutenant et juge de paix pour le Derbyshire. Il est décédé à Sheffield à l'âge de 82 ans.